# Paperama
Paperama est un jeu vidéo de puzzle développé et édité par FDG Entertainment, sorti en 2014 sur iOS et Android.

## Système de jeu
Le but du jeu est de plier des feuilles de papier jusqu'à obtenir une forme demandée. Un objectif secondaire est de réaliser cette tâche avec le moins de pliages possibles.

## Accueil
- Canard PC : 7/10[1]
- Gamezebo : 4/5[2]
- Pocket Gamer : 7/10[3]